# César 1983
Die 8. Verleihung der Césars fand am 26. Februar 1983 im Kino Le Grand Rex in Paris statt. Präsidentin der Verleihung war die Schauspielerin Catherine Deneuve. Ausgestrahlt wurde die Verleihung, durch die Jean-Claude Brialy als Gastgeber führte, vom öffentlich-rechtlichen Fernsehsender Antenne 2, dem heutigen France 2.
Insgesamt achtfach nominiert, wurde der Polizeifilm La Balance – Der Verrat als bester Film mit dem César prämiert. Die beiden Hauptdarsteller des Films, Philippe Léotard und Nathalie Baye, konnten ebenfalls den Preis gewinnen. Baye gewann damit das dritte Jahr in Folge einen César, nachdem sie 1981 und 1982 jeweils als beste Nebendarstellerin ausgezeichnet worden war. Gleichfalls mit drei Preisen ausgezeichnet – für Filmmusik, Drehbuch und Szenenbild – wurde der Historienfilm Die Wiederkehr des Martin Guerre, in dem Baye neben dem zum sechsten Mal nominierten Gérard Depardieu ebenfalls mitspielte. Die meisten Nominierungen, insgesamt neun, hatte Jacques Demys Film Ein Zimmer in der Stadt, der jedoch im Rennen um die Césars letztlich erfolglos blieb. Erstmals vergeben wurden die Césars für den besten Nachwuchsdarsteller (Christophe Malavoy in Family Rock) und die beste Nachwuchsdarstellerin, zu der Sophie Marceau für ihre Leistung in La Boum 2 – Die Fete geht weiter gekürt wurde. Die Kategorie Bestes Drehbuch wiederum wurde in diesem Jahr erstmals in die Kategorien Bestes Originaldrehbuch (Preis für Die Wiederkehr des Martin Guerre) und Bestes adaptiertes Drehbuch (Preis für Stern des Nordens) aufgeteilt.

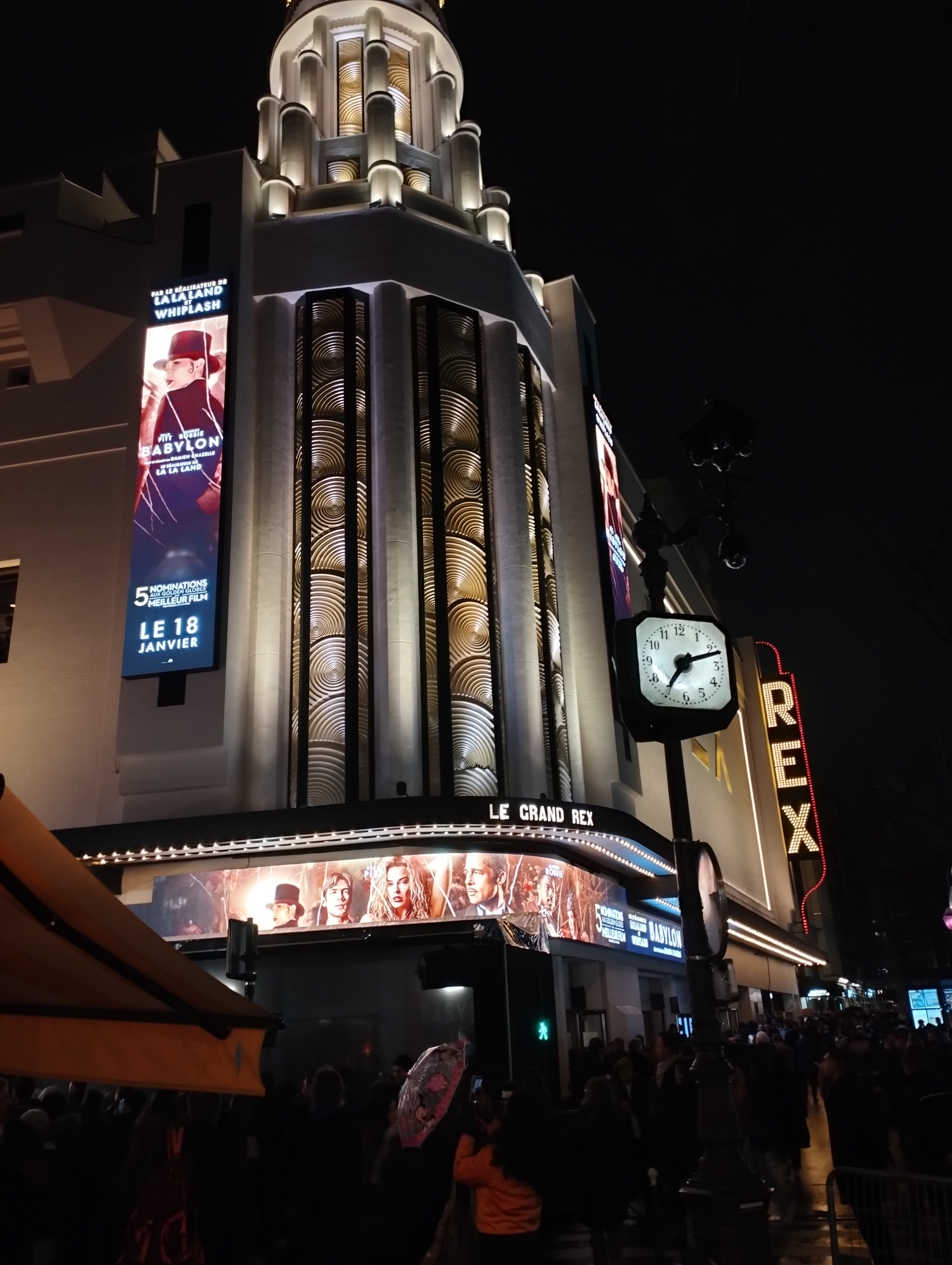
Das Kino Le Grand Rex, der Veranstaltungsort der Verleihung

## Gewinner und Nominierungen
| Statistik (Filme mit mehr als einer Nominierung) N=Nominierung; A=Auszeichnung |   |   |
| Film                                                                           | N | A |
| Ein Zimmer in der Stadt                                                        | 9 | 0 |
| La Balance – Der Verrat                                                        | 8 | 3 |
| Stern des Nordens                                                              | 5 | 2 |
| Danton                                                                         | 5 | 1 |
| Die Legion der Verdammten                                                      | 5 | 1 |
| Die Wiederkehr des Martin Guerre                                               | 4 | 3 |
| Die Spaziergängerin von Sans-Souci                                             | 4 | 1 |
| La Boum 2 – Die Fete geht weiter                                               | 3 | 1 |
| Qu’est-ce qui fait courir David?                                               | 3 | 1 |
| Kaltes Blut                                                                    | 3 | 0 |
| Passion                                                                        | 3 | 0 |
| Eine Frau wie ein Fisch                                                        | 2 | 1 |
| Josepha                                                                        | 2 | 0 |
| Entscheidung am Kap Horn                                                       | 2 | 0 |

### Bester Film (Meilleur film)
La Balance – Der Verrat (La Balance) – Regie: Bob Swaim
- Danton – Regie: Andrzej Wajda
- Passion – Regie: Jean-Luc Godard
- Ein Zimmer in der Stadt (Une chambre en ville) – Regie: Jacques Demy

### Beste Regie (Meilleur réalisateur)
Andrzej Wajda – Danton
- Jacques Demy – Ein Zimmer in der Stadt (Une chambre en ville)
- Jean-Luc Godard – Passion
- Bob Swaim – La Balance – Der Verrat (La Balance)

### Bester Hauptdarsteller (Meilleur acteur)
Philippe Léotard – La Balance – Der Verrat (La Balance)
- Gérard Depardieu – Danton
- Gérard Lanvin – Kaltes Blut (Tir groupé)
- Lino Ventura – Die Legion der Verdammten (Les Misérables)

### Beste Hauptdarstellerin (Meilleure actrice)
Nathalie Baye – La Balance – Der Verrat (La Balance)
- Miou-Miou – Josepha
- Romy Schneider – Die Spaziergängerin von Sans-Souci (La Passante du Sans-Souci)
- Simone Signoret – Stern des Nordens (L’Étoile du nord)

### Bester Nebendarsteller (Meilleur acteur dans un second rôle)
Jean Carmet – Die Legion der Verdammten (Les Misérables)
- Michel Jonasz – Qu’est-ce qui fait courir David?
- Gerard Klein – Die Spaziergängerin von Sans-Souci (La Passante du Sans-Souci)
- Jean-François Stévenin – Ein Zimmer in der Stadt (Une chambre en ville)

### Beste Nebendarstellerin (Meilleure actrice dans un second rôle)
Fanny Cottençon – Stern des Nordens (L’Étoile du Nord)
- Stéphane Audran – Brainwash – Ein Mann in Bestform (Paradis pour tous)
- Denise Grey – La Boum 2 – Die Fete geht weiter (La Boum 2)
- Danielle Darrieux – Ein Zimmer in der Stadt (Une chambre en ville)

### Bester Nachwuchsdarsteller (Meilleur jeune espoir masculin)
Christophe Malavoy – Family Rock
- Jean-Paul Comart – La Balance – Der Verrat (La Balance)
- Tchéky Karyo – La Balance – Der Verrat (La Balance)
- Dominique Pinon – Die Wiederkehr des Martin Guerre (Le Retour de Martin Guerre)

### Beste Nachwuchsdarstellerin (Meilleur jeune espoir féminin)
Sophie Marceau – La Boum 2 – Die Fete geht weiter (La Boum 2)
- Souad Amidou – Der große Bruder (Le Grand frère)
- Fabienne Guyon – Ein Zimmer in der Stadt (Une chambre en ville)
- Julie Jézéquel – Stern des Nordens (L’Étoile du nord)

### Bestes Erstlingswerk (Meilleur premier film)
Sterben mit 30 (Mourir à trente ans) – Regie: Romain Goupil
- Josepha – Regie: Christopher Frank
- Kaltes Blut (Tir groupé) – Regie: Jean-Claude Missiaen
- Lettres d’amour en Somalie – Regie: Frédéric Mitterrand

### Bestes Originaldrehbuch (Meilleur scénario original)
Jean-Claude Carrière und Daniel Vigne – Die Wiederkehr des Martin Guerre (Le Retour de Martin Guerre)
- Élie Chouraqui – Qu’est-ce qui fait courir David?
- Mathieu Fabiani und Bob Swaim – La Balance – Der Verrat (La Balance)
- Éric Rohmer – Die schöne Hochzeit (Le Beau mariage)

### Bestes adaptiertes Drehbuch (Meilleur scénario adaptation)
Jean Aurenche, Michel Grisolia und Pierre Granier-Deferre – Stern des Nordens (L’Étoile du nord)
- Jean-Claude Carrière – Danton
- Pascal Jardin und Daniel Schmid – Worte kommen meist zu spät (Hécate)
- Alain Decaux und Robert Hossein – Die Legion der Verdammten (Les Misérables)

### Beste Filmmusik (Meilleure musique écrite pour un film)
Michel Portal – Die Wiederkehr des Martin Guerre (Le Retour de Martin Guerre)
- Michel Colombier – Ein Zimmer in der Stadt (Une chambre en ville)
- Vladimir Cosma und Francis Lai – La Boum 2 – Die Fete geht weiter (La Boum 2)
- Georges Delerue – Die Spaziergängerin von Sans-Souci (La Passante du Sans-Souci)

### Bestes Szenenbild (Meilleurs décors)
Alain Nègre – Die Wiederkehr des Martin Guerre (Le Retour de Martin Guerre)
- Bernard Evein – Ein Zimmer in der Stadt (Une chambre en ville)
- François de Lamothe – Die Legion der Verdammten (Les Misérables)
- Alexandre Trauner – Eine Frau wie ein Fisch (La Truite)

### Beste Kamera (Meilleure photographie)
Henri Alekan – Eine Frau wie ein Fisch (La Truite)
- Raoul Coutard – Passion
- Jean Penzer – Ein Zimmer in der Stadt (Une chambre en ville)
- Edmond Richard – Die Legion der Verdammten (Les Misérables)

### Bester Ton (Meilleur son)
William Robert Sivel und Claude Villand – Die Spaziergängerin von Sans-Souci (La Passante du Sans-Souci)
- Pierre Gamet und Jacques Maumont – Entscheidung am Kap Horn (Les Quarantièmes rugissants)
- André Hervée – Ein Zimmer in der Stadt (Une chambre en ville)
- Jean-Pierre Ruh – Danton

### Bester Schnitt (Meilleur montage)
Noëlle Boisson – Qu’est-ce qui fait courir David?
- Françoise Javet – La Balance – Der Verrat (La Balance)
- Henri Lanoë – Entscheidung am Kap Horn (Les Quarantièmes rugissants)
- Armand Psenny – Kaltes Blut (Tir groupé)
- Jean Ravel – Stern des Nordens (L’Étoile du Nord)

### Bester Kurzfilm (Meilleur court métrage de fiction)
Bluff – Regie: Philippe Bensoussan
- Canta Gitano – Regie: Tony Gatlif
- La Saisie – Regie: Yves-Noël François
- Merlin ou le cours de l’or – Regie: Arthur Joffé

### Bester animierter Kurzfilm (Meilleur court métrage d’animation)
La Légende du pauvre bossu – Regie: Michel Ocelot
- Chronique 1909 – Regie: Paul Brizzi und Gaëtan Brizzi
- Sans préavis – Regie: Michel Gauthier

### Bester dokumentarischer Kurzfilm (Meilleur court métrage documentaire)
Junkopia – Regie: Chris Marker
- L’Ange de l’abîme – Regie: Annie Tresgot
- Sculptures sonores – Regie: Jacques Barsac
- Los montes – Regie: José María Martín Sarmiento

### Bester ausländischer Film (Meilleur film étranger)
Victor/Victoria, Großbritannien/USA – Regie: Blake Edwards
- E.T. – Der Außerirdische (E.T. the Extra-Terrestrial), USA – Regie: Steven Spielberg
- Die Geliebte des französischen Leutnants (The French Lieutenant’s Woman), USA – Regie: Karel Reisz
- Yol – Der Weg (Yol), Türkei/Schweiz/Frankreich – Regie: Şerif Gören und Yılmaz Güney

## Ehrenpreis (César d’honneur)
- Raimu, französischer Entertainer und Filmschauspieler